# Redi Kaçanolli
Redi Kaçanolli (* 1. April 2004 in Fier) ist ein albanischer Fußballspieler.

## Karriere
Kaçanolli begann seine fußballerische Karriere beim KF Apolonia Fier, ehe er 2021 zum KF Skënderbeu Korça wechselte. Am 16. Januar 2021 (14. Spieltag) debütierte er gegen den FK Partizani Tirana für die Profis nach Einwechslung in der Kategoria Superiore. Nach diesem Einsatz spielte er noch einmal, war aber kein Stammspieler bei der Profimannschaft.